# Fotis Kouvelis

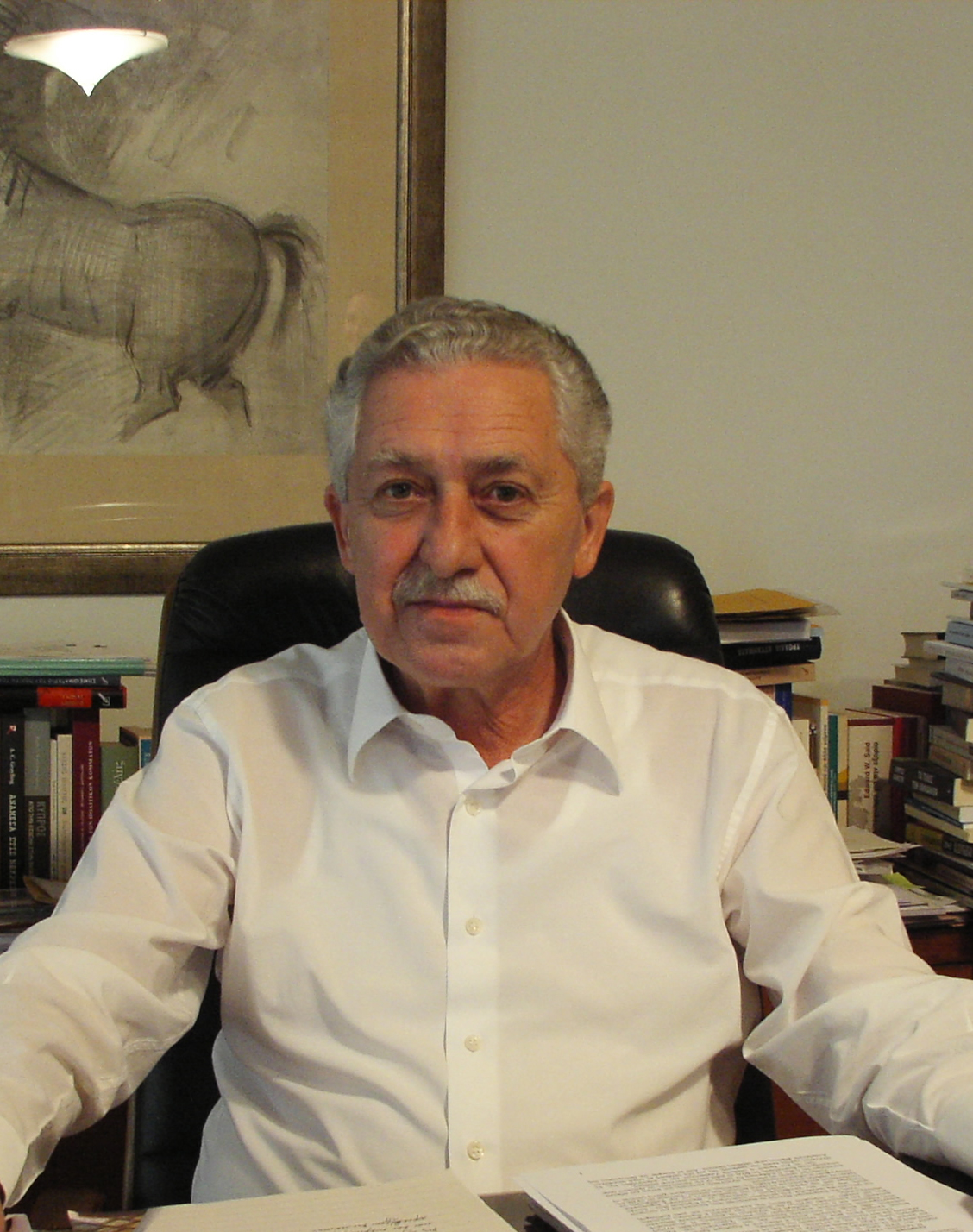
Fotis Kouvelis

Fotis-Fanourios (Fotis) Kouvelis (Grieks: Φώτης-Φανούριος (Φώτης) Κουβέλης) (Volos, 3 september 1948) is een Griekse jurist en een politicus. Hij is de leider van Democratisch Links.

## Levensloop
Kouvelis heeft rechten en politieke wetenschappen gestudeerd aan de Universiteit van Athene. In 1989 was hij korte tijd minister van justitie in het kabinet  van Tzannis Tzannetakis. Van 2002 tot 2004 was hij raadslid in de gemeente Athene.

## Nevenfuncties
- Sinds 1975 bestuurslid van de Athene Orde van Advocaten en gedurende de periode 1987-1989 was hij voorzitter van deze orde.
- Lid van de vredesbewegingen en Griekse mensenrechten organisatie.
- Van 1991 tot 1994 voorzitter van het revalidatiecentrum voor slachtoffers van de martelpraktijken van het Kolonelsregime.

## Persoonlijk leven
Fotis Kouvelis is getrouwd met Fotini Palla en heeft twee dochters.

## Externe bron
Website Kouvelis